# ケーブルガイ
『ケーブルガイ』（原題: The Cable Guy）は、1996年のアメリカ映画。スリラー映画およびブラック・コメディ作品である。
俳優でもあるベン・スティラーが監督・出演している。

## あらすじ
恋人と別れ、新しい部屋に引っ越すことになったスティーヴン。ケーブルテレビを見ようと配線工を呼んだ彼だったが、やってきた配線工は異常なほど親切な上に馴れ馴れしかった。スティーヴンはチップ・ダグラスと名乗るその配線工と親しくなり、一緒に出かけるようになる。

## キャスト
※括弧内は日本語吹替
- ケーブルガイ - ジム・キャリー（江原正士）
- スティーヴン・コヴァックス - マシュー・ブロデリック（平田広明）
- ロビン・ハリス - レスリー・マン（玉川紗己子）
- リック - ジャック・ブラック（石川禅）
- サム・スウィート/スタン・スウィート - ベン・スティラー（家中宏）
- スティーヴンの父親 - ジョージ・シーガル（村松康雄）
- スティーヴンの母親 - ダイアン・ベイカー（火野カチコ）
- スティーヴンの兄弟 - ボブ・オデンカーク
- スティーヴンの上司 - ハリー・オライリー（仲野裕）
- スティーヴンの秘書 - エイミー・スティラー
- ロビンのデート相手 - オーウェン・ウィルソン（家中宏）
- ショーの司会 - アンディ・ディック（千田光男）
- ウェイトレス - ジャニーン・ガラファロー
- ケーブルガイの母親 - キャシー・グリフィン
- エリック・ロバーツ（秋元羊介）
- 劇中映画『めぐり逢えたら』のトム・ハンクス（家中宏）

## スタッフ
- 監督：ベン・スティラー
- 製作：アンドリュー・リクト、ジェフリー・ミュラー、ジャド・アパトー
- 製作総指揮：ブラッド・グレイ、バーリン・ブリスタイン、マーク・ガーヴィッツ
- 脚本：ルー・ホルツ・Jr、ジャド・アパトー
- 撮影：ロバート・ブリンクマン
- 美術：シャロン・シーモア
- 編集：スティーヴン・ワイズバーグ
- 音楽：ジョン・オットマン